# Кирпичное (Белогорский район)
Кирпи́чное (до 1948 года Бурче́к; укр. Кирпичне, крымскотат. Bürçek, Бурьчек) — село в Белогорском районе Республики Крым, входит в состав Криничненского сельского поселения (согласно административно-территориальному делению Украины — Криничненского сельсовета Автономной Республики Крым). Площадь, занимаемая селом, 37,8 гектара, на которой в 84 дворах, по данным сельсовета, на 2009 год, числилось 327 жителей

## Население
| 2001 | 2014 |
| ---- | ---- |
| 312  | ↘295 |

Всеукраинская перепись 2001 года показала следующее распределение по носителям языка
| Язык             | Процент |
| ---------------- | ------- |
| русский          | 52.88   |
| крымскотатарский | 37.18   |
| украинский       | 8.97    |

### Динамика численности
| - 1926 год — 56 чел. - 1939 год — 75 чел. - 1989 год — 321 чел. | - 2001 год — 312 чел. - 2009 год — 327 чел. - 2014 год — 295 чел. |

## Современное состояние
На 2017 год в Кирпичном числится 3 улицы — Виноградная, Крымская и Садовая; на 2009 год, по данным сельсовета, село занимало площадь 37,8 гектара на которой, в 84 дворах, проживало 327 человек. В селе действует фельдшерско-акушерский пункт

## География
Кирпичное, небольшое село, расположенное в центре района, в предгорье Внутренней гряды Крымских гор. Село лежит на берегах безымянного ручья, правого притока реки Тана-Су, высота центра села над уровнем моря — 251 м. Ближайшие сёла: Криничное в 1 км западнее, Чернополье — 3 км на север и Ульяновка — 3 км на юг. Расстояние до райцентра — около 6 километров (по шоссе), до ближайшей железнодорожной станции Симферополь — примерно 49 километров. Транспортное сообщение осуществляется по региональной автодороге 35Н-110 от шоссе Чернополье — Кизиловка до Кирпичного (по украинской классификации — С-0-10334).

## История
Впервые в доступных источниках Бурчек встречается на верстовой карте 1890 года, на которой в деревне обозначено 8 дворов с русским населением, но при этом в статистических документах конца XIX — начала XX века не упоминается. Как Бурчек обозначен на 10-ти верстовке Крымского Статистического Управления 1922 года, а, на карте 1924 года, как хутор Северный. Согласно Списку населённых пунктов Крымской АССР по Всесоюзной переписи 17 декабря 1926 года, на хуторе Северный (или Бурчек), Султан-Сарайского сельсовета Карасубазарского района, числилось 9 дворов, все крестьянские, население составляло 56 человек, все русские. По данным всесоюзной переписи населения 1939 года в селе проживало 75 человек. На километровой карте Генштаба Красной армии 1941 года и двухкилометровке РККА 1942 года селение уже подписано, как просто Бурчек.
В 1944 году, после освобождения Крыма от фашистов, 12 августа 1944 года было принято постановление № ГОКО-6372с «О переселении колхозников в районы Крыма», во исполнение которого в район завезли переселенцев: 6000 человек из Тамбовской и 2100 — Курской областей, а в начале 1950-х годов последовала вторая волна переселенцев из различных областей Украины. С 25 июня 1946 года Бурчек в составе Крымской области РСФСР. Указом Президиума Верховного Совета РСФСР от 18 мая 1948 года Бурчек переименован в Кирпичное. 26 апреля 1954 года Крымская область была передана из состава РСФСР в состав УССР. Время переподчинения из Ульяновского сельсовета Криничненскому пока точно не установлено: известно, что это произошло до 1960 года, поскольку на этот год село уже входило в его состав. По данным переписи 1989 года в селе проживал 321 человек. С 12 февраля 1991 года село в восстановленной Крымской АССР, 26 февраля 1992 года переименованной в Автономную Республику Крым. С 21 марта 2014 года Кирпичное в составе Республики Крым России.